# The Bollywood Boyz
The Bollywood Boyz son un Tag Team de lucha libre profesional que consiste en los hermanos Sunil Singh (nacido el 13 de noviembre de 1984) y Samir Singh (nacido el 2 de noviembre de 1987).

## Historia

### WWE

#### Cruiserweight Classic (2016)
El 13 de junio del 2016, Gurv y Harv fueron anunciados como participantes en el Cruiserweight Classic de WWE El 23 de junio, ambos fueron eliminados del torneo en la primera ronda con Gurv perdiendo ante Noam Dar y Harv contra Drew Gulak.

#### NXT y205 Live(2016–2017)
The Bollywood Boyz debutaron en WWE el 15 de septiembre en su territorio de desarrollo, NXT. En donde formaron parte del segundo torneo anual de Dusty Rhodes Tag Team Classic; sin embargo, serían eliminados por The Authors of Pain en la primera ronda. En el primer episodio de 205 Live, The Bollywood Boyz derrotaron a Tony Nese y Drew Gulak. El 5 de abril de 2017, The Bollywood Boyz compitieron en NXT solo para ser derrotados por Heavy Machinery (Otis Dozovic y Tucker Knight).

#### SmackDown (2017–2018)
En el episodio del 18 de abril en SmackDown, Gurv y Harv, ahora refiriéndose a ellos como The Singh Brothers, hicieron su debut en SmackDown Como Heels, interviniendo durante un six-pack challenge para determinar al contendiente número uno por el Campeonato de WWE de Randy Orton en Backlash, en donde ayudaron a Jinder Mahal ganar el combate, a la semana siguiente volvieron a ayudar a Jinder Mahal, esta vez, atacando a Randy Orton, y utilizaron nuevos nombres como Sunil Singh y Samir Singh.

#### Raw (2018-2019)
Como parte de Superstar Shake-up 2018, Sunil se cambió a  Raw  junto a Mahal.
Samir volvería luego de su lesión y a ayudar a Mahal. Luego durante el 2018 acompañarian a Jinder Mahal en sus luchas, ya sean derrotas o victorias en Raw. Sunil & Samir regresaron a luchar a finales de 2018 derrotando en un 2-on-3 Handicap Match a Heath Slater & Rhyno junto a Mahal.
En 2019 en Royal Rumble interfirieron a favor de Mahal pero fueron echados del ring.
Luego del Superstar Shake Up fueron trasladados a SmackDown Live!, donde fueron Atacados por Lars Sullivan cuando se tenía una lucha entre Mahal & Chad Gable.
Volvieron a Raw en un enfrentamiento contra Aleister Black en un 2 on 1 Handicap Match donde ambos salieron derrotados.
El Raw del 21 de octubre Sunil se convirtió en Campeón 24/7 cubriendo a R-Truth con un "Roll-Up" en backstage, teniendo un reinado de 10 días ayudado por su hermano Samir, y en Crown Jewel durante una 20-Man Battle Royal Match por una oportunidad al Campeonato de los Estados Unidos de AJ Styles, al ser eliminado por Cedric Alexander fue cubierto por R-Truth perdiendo el Campeonato 24/7, pero más tarde esa noche, cuando R-Truth se chocó contra una puerta Samir lo cubriria y ganando el Campeonato 24/7.

#### Regreso a 205 Live (2019-2021)
La semana siguiente volverían Sunil & Samir a 205 Live siendo derrotados por Lucha House Party(Lince Dorado & Gran Metalik)
El 7 de mayo en 205 Live!  obtuvieron su primera victoria sobre unos competidores locales, más tarde retarían a Lucha House Party para la siguiente semana.
El 21 de mayo serían derrotados por Jack Gallagher & Humberto Carrillo, ya que originalmente se tenían que enfrentar contra Lucha House Party pero fueron atacados por Lars Sullivan en RAW.
En Super Show-Down, ambos participaron en la 50-Man Battle Royal Match pero ambos fueron eliminados.
En 205 Live del 11 de junio derrotaron a Dos locales. El 205 Live del 18 junio derrotaron a The Lucha House Party(Lince Dorado & Gran Metalik con Kalisto). Su feudo terminó cuando fueron derrotados en un Tornado Tag Team Match en el 205 Live del 2 de julio.
Y el 8 de julio Sunil fue derrotado por The Brian Kendrick por lo cual Samir lo atacó, pero saldría Akira Tozawa quien defendería a Kendrick iniciando un feudo, en el cual Samir sería derrotado por Akira en el 205 Live del 16 de julio, y al final del combate atacarían a Akira & Kendrick pero ellos contraatacaron. 
Iniciando el 2020, en el 205 Live del 10 de enero interrumpieron y retaron a un combate a Lio Rush & Isaiah "Swerve" Scott, combate que perdieron, la siguiente semana en el 205 Live del 17 de enero Sunil fue derrotado por Lio Rush. Luego en el 205 Live del 14 de febrero fueron derrotados por Oney Lorcan & Danny Burch, pero después del combate atacaron junto a The Brian Kendrick & Ariya Daivari a Lorcan & Burch.

#### RAW (2019)
En el Raw del 21 de octubre Sunil cubrió a R-Truth ganando el Campeonato 24/7, siendo el primer hermano y primer título individual de Sunil, al cabo de 10 días, lo perdió ante a R-Truth después de ser eliminado por Cedric Alexander en la 20-Man Battle Royal Match en el Kick-Off de Crown Jewel, sin embargo una hora después Samir cubrió a R-Truth para ganar el Campeonato 24/7, teniendo el título por 18 días, perdiendoló frente a R-Truth, después de haber sido atacado por Erick Rowan, en el Raw del 18 de noviembre.
En el WWE Live del 26 de diciembre derrotaron a R-Truth en un Handicap Match por el Campeonato 24/7, con Samir ganando el título pero lo perdería segundos después ante su hermano Sunil, para que al final R-Truth cubriera a Sunil, perdiendo el título, al día siguiente en un WWE Live, volvieron a derrotar a R-Truth en un Handicap Match por el Campeonato 24/7, con Samir ganando el título por 3.ª vez pero lo perdió segundos después cuando el presentador Mike Rome lo cubriera, pero segundos después Sunil lo cubriria ganando por 3.ª vez el título, sin embargo R-Truth lo cubrió y perdió el título ante Truth, al día siguiente en el WWE Live derrotaron a R-Truth en un Handicap Match, con Samir ganando el título por 4.ª vez pero Sunil intentó cubrirlo pero no se dejó vencer, pero R-Truth aprovecho para cubrirlo y perder el título y al día siguiente derrotaron a R-Truth en un Handicap Match por el Campeonato 24/7, con Sunil ganando el título por 4.ª vez pero lo perdería segundos después ante su hermano Sunil que ganaría el título por 5.ª vez, para que al final R-Truth cubriera a Sunil, perdiendo el título.

#### 2021
Comenzando el 2021, en el 205 Live emitido el 8 de enero, fueron derrotados por Curt Stallion & August Grey, la siguiente semana en 205 Live emitido el 15 de enero, se enfrentaron a Legado del Fantasma(Joaquin Wilde & Raúl Mendoza) en la 1.ª Ronda del Torneo Dusty Rhodes Tag Team Classic, sin embargo perdieron. en el 205 Live emitido el 5 de febrero, empezaron una alianza con Ever-Rise(Chase Parker & Matt Martel) llamándose Bolly-Rise, Sunil & Matt Martel fueron derrotados por Ariya Daivari & Tony Nese, la siguiente semana en el 205 Live emitido el 12 de febrero, Samir & Chase Parker fueron derrotados por Mansoor & Ashante "Thee" Adonis, en el 205 Live emitido el 19 de febrero, junto a Ever-Rise (Chase Parker & Matt Martel) como Bolly-Rise fueron derrotados por Curt Stallion, Ashante "Thee" Adonis, Jake Atlas & Mansoor.
El 25 de junio de 2021, se informó que fue renovaron de su contrato con la WWE.

### Circuito independiente (2021)
Los dos hermanos, que ahora son Blondz of Bollywood, derrotaron a Midnight Heat en un Ladder Match ganando los Campeonatos en Parejas de DEFY en un evento del circuito independiente del fin de semana celebrado el 12 y 13 de febrero.

### All Elite Wrestling (2022)
En el episodio 85 de Dark: Elevation, se enfrentaron a The Gunns (Austin & Colten), sin embargo perdieron.

## En lucha
- Movimientos finales en equipo
  - Double superkick
- Musica de entrada
  - "Mundian To Bach Ke" por Panjabi MC
  - "Haishaba" por Lekha Rathnakumar y Veilumuth Chitralekha
  - "Bollywood Breakdown" por CFO$ (WWE; 29 de noviembre del 2016 – 25 de junio de 2021)
  - "Sher (Lion)" por Jim Johnston (WWE; 18 de abril de 2017 – 22 de abril de 2019) (usado durante su asociación con Jinder Mahal)

## Campeonatos y logros
- Elite Canadian Championship Wrestling
  - ECCW Tag Team Championship (5 veces)[17]

- Global Force Wrestling
  - GFW Tag Team Championship (1 vez)
  - GFW Tag Team Championship Tournament (2015)

- Pro Wrestling Illustrated
  - PWI ranking a Gurv en el n.º 409 del top 500 de los luchadores individuales en el PWI 500 (2016)[18]
  - PWI ranking a Harv en el n.º 405 del top 500 de los luchadores individuales en el PWI 500 (2016)[18]

- Real Canadian Wrestling
  - RCW Tag Team Championship (1 vez)[19]

- Ring Ka King
  - RKK Tag Team Championship (1 vez)[20]

- DEFY Wrestling
  - DEFY Tag Team Championship (una vez, actuales).

- WWE
  - WWE 24/7 Championship (9 veces) - Sunil (4) y Samir (5)